# Chrysantenbladaaltje
Het chrysantenbladaaltje (Aphelenchoides ritzemabosi) is een bladaaltje dat tot de familie Aphelenchoididae behoort en werd voor het eerst wetenschappelijk beschreven in 1890 in Engeland. Het komt in Nederland onder andere voor in de vollegrond op aardbeien en chrysanten, maar heeft bijna 200 plantensoorten als gastheer. Andere siergewassen, die door het chrysantenbladaaltje aangetast kunnen worden, zijn onder andere anemonen, asters, anjers, cineraria's, crassula's, akkerklokje, dahlia's, delphiniums, lupines, phlox, rododendrons, zinnia, saintpaulia en narcis.

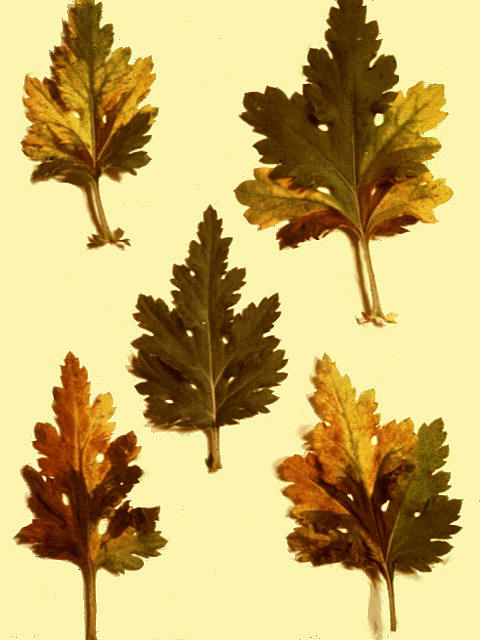
Aangetast chrysantenblad

Volwassen aaltjes zwemmen in een film van water via de stengels naar de bladeren. Dit kan alleen gebeuren als de relatieve luchtvochtigheid erg hoog is. Het aaltje kan zowel op de buitenkant van het blad als in het blad parasitair zijn. Ook kunnen ze zich in de bladknoppen voeden en op de plantenwortels. De aaltjes dringen via de huidmondjes het blad binnen en ontstaan er hoekige laesies, die eerst chlorotisch zijn en vervolgens naarmate de aantasting langer duurt necrotisch worden. De bladeren kleuren tussen de grotere nerven geel of bronsachtig, die later bruin of zwart worden. Het aaltje produceert ook afscheidingen, die verschillende andere symptomen in aangetaste planten kunnen veroorzaken, waaronder verkorting van internodiën, een bossig uiterlijk, bruin worden en het niet uitgroeien van de scheuten, evenals misvormde bladeren. Wanneer het groeiseizoen van de gastheer eindigt, gaat het aaltje in een anhydrobiotische rusttoestand (bijna geheel uitgedroogd) en overwintert in het bladweefsel en in de knoppen. In de lente vindt dan weer nieuwe besmettingen plaats. Als schijndode kan het aaltje drie jaar lang in leven blijven.
Het chrysantenbladaaltje en het aardbeibladaaltje lijken sterk op elkaar. Het aardbeibladaaltje heeft echter twee laterale lijnen en een stompe staart, terwijl het chrysantenbladaaltje een lateraal veld heeft met vier lijnen en aan het eind van de staart 2-4 tandachtige uitsteeksels. Bij het identificeren van de verschillende Aphelenchoides-soorten kan ribosomaal DNA worden gebruikt.

## Beschrijving
Het vrouwelijke chrysantenbladaaltje is 0,7 - 1,2 mm lang en is recht tot iets gebogen. De mannetjes zijn 0,70-0,93 mm lang en vaak wat dikker dan de vrouwtjes. Het achterste deel van het lichaam is meer dan 180 graden gebogen. De kop is duidelijk dikker dan de nek. De rondworm heeft vier laterale lijnen. De vrouwtjes hebben ten minste twee rijen eieren. Het mannetje heeft een kort spiculum. De scherp gepunte stilet is ongeveer 12 µm lang en heeft aan de basis kleine knobbels. De staart heeft aan het eind 2 -4 tandachtige uitsteeksels van de cuticula (mucro's).

## Levenscyclus
De levenscyclus is kort en duurt slechts tien dagen van ei tot volwassen aaltje. Een vrouwtje kan maar liefst 3.500 eieren leggen en meer dan 1000 nakomelingen per maand geven. 
French & Barraclough (1961) kregen in 38 dagen maximaal 3.500 nakomelingen van een enkel vrouwtje bij kastemperaturen van 17° - 23 °C. Proeven met verschillende temperaturen toonden aan dat hogere temperaturen in het algemeen leiden tot meer reproductie activiteit. Er werd geen reproductie waargenomen bij 8° C.
Bevruchte vrouwtjes kunnen zes maanden lang eieren leggen zonder tussentijds opnieuw bevrucht te worden. In chrysantenbladeren leggen de vrouwtjes  25-30 eitjes in een compacte groep. De eieren komen na 3–4 dagen uit en de larven ontwikkelen zich vervolgens via L1-, L2-, L3-, L4-larven tot volwassen aaltjes in 9–10 dagen. De hele levenscyclus voltrekt zich in 10–13 dagen Bij vatbare cultivars van Chrysanthemum-soorten blijft het vrouwtje op één plaats in het blad terwijl het zich voedt met aangrenzende cellen en continu eieren legt. Bij resistente cultivars beweegt het vrouwtje door het blad, legt slechts een paar eieren en geen of weinig larven worden volwassen.
Net als vele andere plantenparasitaire aaltjes kan het chrysantenbladaaltje zich ook op schimmelweefsel voortplanten. Hierdoor zou het chrysantenbladaaltje kunnen overleven wanneer er geen gastheerplant beschikbaar is. Laboratoriumtests hebben aangetoond dat Botrytis cinerea en veel Rhizoctonia-soorten gunstige schimmels zijn voor de groei en voortplanting van het chrysantenbladaaltje. Deze schimmels worden ook gebruikt om andere Aphelenchoides-soorten te kweken en te vermeerderen.
Als een volwassen vrouwtje geen goede voedselbron meer heeft, worden de eieren afgebroken en als voedsel gebruikt.